# Eclipse lunar de octubre de 2005
| Eclipse lunar Parcial del 17 de octubre de 2005                         | Eclipse lunar Parcial del 17 de octubre de 2005 |
| ----------------------------------------------------------------------- | ----------------------------------------------- |
| Previo                                                                  | Eclipse \| Eclipse total \| Saros               |
| Posterior                                                               | Eclipse \| Eclipse total \| Saros               |
| Desde Taipéi, Taiwán, 12:04 UTC                                         |                                                 |
| La trayectoria de la luna a través de la sombra de la Tierra.           |                                                 |
| Gamma                                                                   | 0.9796                                          |
| Magnitud                                                                | 0.0625                                          |
| Saros                                                                   | 146 (10 de 72)                                  |
| Duración (hr:mn:sc)                                                     |                                                 |
| Parcial                                                                 | 55:58                                           |
| Penumbral                                                               | 4:19:49                                         |
| Contactos                                                               |                                                 |
| P1                                                                      | 9:53:27 UTC                                     |
| U1                                                                      | 11:35:18                                        |
| Máximo                                                                  | 12:04:27                                        |
| U4                                                                      | 12:31:16                                        |
| P4                                                                      | 14:13:16                                        |
| La trayectoria de la luna a través sombra en la constelación de Piscis. |                                                 |

El 17 de octubre de 2005 tuvo lugar un eclipse lunar parcial, el segundo de dos eclipses lunares en 2005. Una pequeña parte de la Luna pudo haber sido visible al máximo, aunque solo el 6,25% de la Luna quedó ensombrecida en un eclipse parcial que duró durante casi 56 minutos y fue visible sobre el este de Asia, Australasia y la mayor parte de América del Norte. Un sombreado a través de la luna desde la sombra penumbral de la Tierra debería haber sido visible en el eclipse máximo.

## Visibilidad

### Mapa
El siguiente mapa muestra las regiones desde las cuales fue posible ver el eclipse. En gris, las zonas que no observaron el eclipse; en blanco, las que sí lo presenciaron; y en celeste, las regiones que pudieron ver el eclipse durante la salida o puesta de la Luna. 

### Perspectiva de la Luna
Era visible desde el sudeste de Asia, el Pacífico, Australia y Nueva Zelanda después de la puesta del sol, y en el lado occidental de América del Norte antes de la salida del sol.
|                                                                                      |
| Una vista simulada de la tierra desde el centro de la luna en el máximo del eclipse. |

Un eclipse lunar parcial ocurrió el 17 de octubre de 2005, el segundo de dos eclipses lunares del año 2005. A tiny bite out of la Luna may have sido visible at maximum, though just 6.25% de la Luna estuvo shadowed en un eclipse eclipse que duró alrededor de 56 minutos y fue visible over el este de Asia, Australasia, y la mayor parte de Norteamérica. A shading across la Luna desde la Earth's penumbral sombra should haber sido visible en el maximum eclipse.

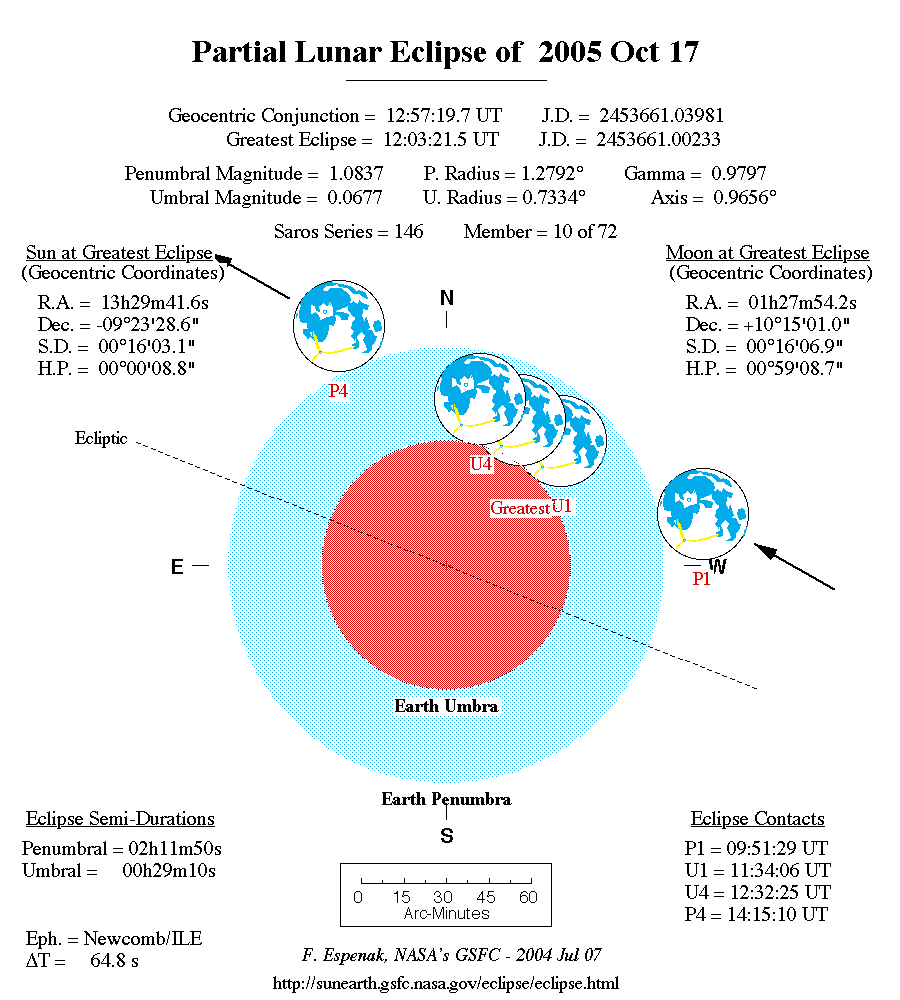
Gráfico de la NASA del eclipse

## Galería

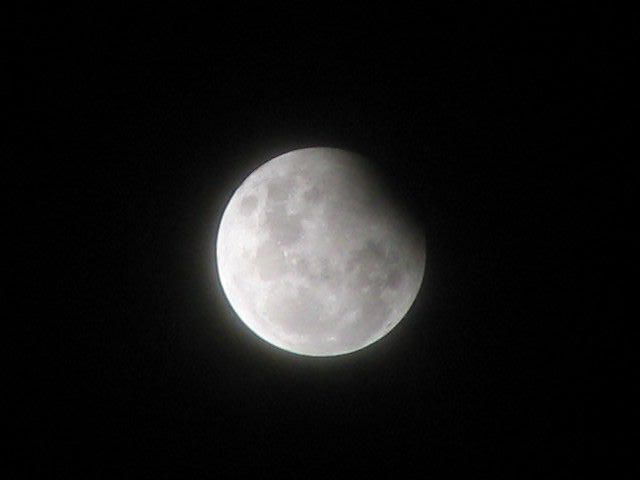
Akita, Japón, 12:21 UTC